# Veterinární a farmaceutická univerzita Brno
Veterinární a farmaceutická univerzita Brno (VFU) – czeska uczelnia publiczna w Brnie. Została założona w 1918 roku.
Obecnie (2020) funkcję rektora pełni Alois Nečas.